# Macskakalandok
A Macskakalandok (eredeti cím: Heathcliff: The Movie) 1985-ben bemutatott amerikai–kanadai–francia rajzfilm, amely a Heathcliff – A csacska macska című televíziós rajzfilmsorozat alapján készült. Az animációs játékfilm rendezője Bruno Bianchi, producerei Jean Chalopin és Denys Heroux. A forgatókönyvet Alan Swayze írta, a zenéjét Shuki Levy és Haim Saban szerezte. A mozifilm a DIC Entertainment, az LBS Communications és a McNaught Syndicate gyártásában készült, a Clubhouse Pictures forgalmazásában jelent meg. Műfaja filmvígjáték.
Amerikában 1986. január 17-én mutatták be a mozikban, Magyarországon 1994. március 15-én az MTV2-n vetítették le a televízióban.

## Szereplők
| Szereplő                     | Eredeti hang       | Magyar hang                |
| ---------------------------- | ------------------ | -------------------------- |
| Heathcliff                   | Mel Blanc          | Makay Sándor               |
| Iggy Nutmeg                  | Donna Christie     | Jakus Ádám                 |
| Marcy                        | Jeannie Elias      | Papp Ágnes                 |
| Sonja                        | Marilyn Lighstone  | Kökényessy Ági             |
| Nutmeg nagymama              | Marilyn Lighstone  | Czigány Judit              |
| Hector                       | Danny Mann         | Kassai Károly              |
| Halbolt tulajdonosa          | Danny Mann         | Dengyel Iván               |
| Nutmeg nagypapa              | Ted Zeigler        | Velenczey István           |
| Mungo                        | Ted Zeigler        | Faragó József              |
| Dummy                        | Stan Jones         | Görög László               |
| Spike                        | Derek McGrath      | Both András                |
| Mugsy                        | Derek McGrath      | Horváth Zoltán             |
| Mr. Woodley                  | Derek McGrath      | Soós László                |
| Knuckles                     | Derek McGrath      | Lukácsi József             |
| Zoing                        | N/A                | Lukácsi József             |
| Mr. Woodley titkárnője       | Marilyn Schreffler | Dudás Eszter               |
| Őrmester                     | Danny Wells        | Orosz István               |
| Bemondó                      | Danny Wells        | Hankó Attila               |
| Heathcliff papája            | Peter Cullen       | Melis Gábor                |
| Reklámtervező                | N/A                | Kárpáti Tibor              |
| Henry                        | N/A                | Kökényessy Gábor           |
| Louie                        | N/A                | Kökényessy Gábor           |
| Rendőr                       | N/A                | Pethes Csaba               |
| Börtönőr                     | N/A                | Pethes Csaba               |
| Sziámi ikrek                 | N/A                | Bartucz Attila Jakab Csaba |
| Heathcliff angyala és ördöge | N/A                | Peczkay Endre              |
| Barna kutya                  | N/A                | Both András                |
| Keresztapa                   | N/A                | Beregi Péter               |
| Toby                         | N/A                | Koncz István               |
| Bumm-Bumm Pussini            | N/A                | Vajda László               |
| Bumm-Bumm Pussini menedzsere | N/A                | Cs. Németh Lajos           |
| Félszemű kandúr a mulatóban  | N/A                | Zubornyák Zoltán           |

## Összeállítás
A film összeállításában, a televíziós a rajzfilmsorozat 7 válogatott részét tartalmaz.
- A tökéletes macskaeledel (40. résznek a fele)
- Heathcliff hasonmása (29. résznek a fele)
- A sziámi ikrek (44. résznek a fele)
- Heathcliff jó modort tanul (47. résznek a fele)
- A keresztapa (56. résznek a fele)
- Bumm Bumm Pussimi (49. résznek a fele)
- Próbaidős papi (43. résznek a fele)

## Televíziós megjelenése
TV-2 